# 에리히 밀케
에리히 프리츠 에밀 밀케(독일어: Erich Fritz Emil Mielke, 1907년 12월 28일 ~ 2000년 5월 21일)는 동독의 공산주의 정치가이며 동독 국가보안부(슈타지)의 장관 이었다. 밀케는 스탈린의 하의 NKVD에서 10년 넘게 활동한 공산주의자로서 친소파로 분류되는 대표적 인물 중 한 사람이었다. 1945년 베를린 전투 이후 밀케는 독일로 돌아와 공산당 하의 소련 통치 구역을 조직하는데 중추적인 역할을 했다.

## 출생 및 성장
스탈린의 비밀경찰이 쓴 전기에 의하면, 에리히 밀케는 1907년 12월 28일 베를린의 가난한 바퀴제조공의 아들로 태어났다. 그의 어머니는 1911년 세상을 떠났다. 밀케의 아버지는 1918년 독일 사회민주당(SPD)과 독일 공산당(KPD)이 창당됐을 때 입당했다. 그의 계모는 재봉사였으며, 그 또한 공산당에 속해있었다. 남동생과 두 여동생은 모두 공산주의를 지지했다. 밀케는 1925년 독일 공산당(KPD)에 입당했고, 공산주의 신문 ‘Rote Fahne'에서 1928년부터 1931년까지 기자로 일했다.

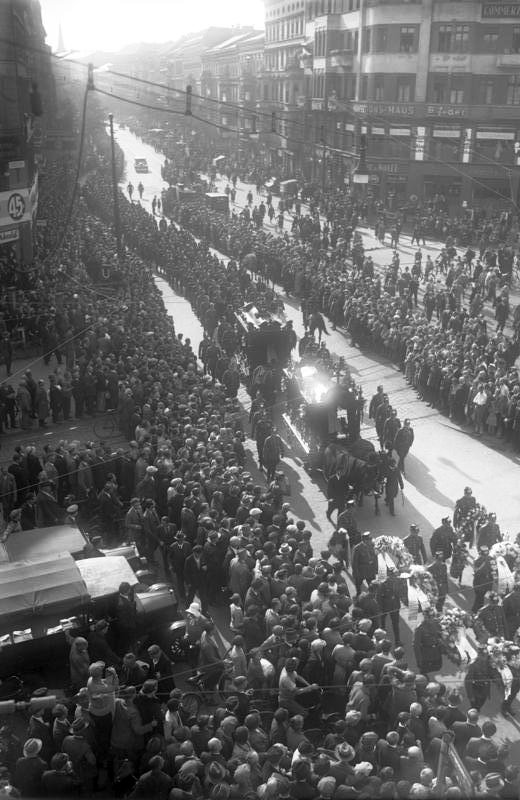
당시 경찰의 장례식

### 경찰 살인과 도피
1931년 8월 9일 에리히 밀케는 당시 극렬한 공산당 시위현장에서 당의 지령을 받고 두 명의 경찰 간부(Paul Analuf와 Franz Lenck)를 살해한다. 이후 암살 위협을 느낀 밀케는 소련(Soviet Union)으로 도피한다. 이 사건으로 밀케는 독일에서 궐석재판이 열려 사형이 선고됐으므로 귀국할 수 없었다. 소련으로 간 밀케는 모스크바 대학교를 다니며 군사 정치학을 전공했다. 그리고 NKVD에 발탁됐다. 그가 몸담던 모스크바 독일 공산당은 스탈린에 의해 숙청되었지만 밀케는 살아남았고 계속 승진하며 소련에서 자신의 입지를 확고히 해 나갔다.

### 스페인 시민전쟁
1936년부터 1939년까지 에리히 밀케는 스페인 제2공화국의 국제감시단원으로 활동했다. 이때 미래의 슈타지(동독 국가보안부) 초대 장관이 될 빌헬름 짜이서를 만나는데, 이 기간동안 밀케는 ‘Fritz Leissner'라는 별명을 사용했다. 스페인 공화국이 전쟁에서 패배하고 밀케는 프랑스로 도망을 쳤으나 수천 명의 그의 동료들과 함께 억류됐다. 하지만 그는 곧 탈출을 했고 소련으로 돌아왔다. 이후 그는 1945년까지 프랑스와 벨기에에서 공산당 활동을 계속했다.

## 동독의 건설
1945년 밀케는 소련의 권력을 등에 업고 경찰 검열자로 독일에 돌아온다. 이때 그는 소련으로부터 독일 내 소련의 통치 구역에 있는 공산당이 소련에 확실하게 복종하도록 보안부를 설치하라는 지령을 받는다. 밀케는 당시 국가 안전 인민 위원회(NKGB, 소련의 비밀 경찰)의 이안 스코프의 부하였다. 1947년 8월 16일 스코프는 Kommissariat 5 라는 비밀 경찰 집단의 창설을 지시하는데, 이는 나치의 패망 이후 독일의 첫 정치 경찰이다. 빌헬름 짜이서가 이 조직의 수장으로 임명되었고, 밀케는 그의 부관을 맡게 되었다.

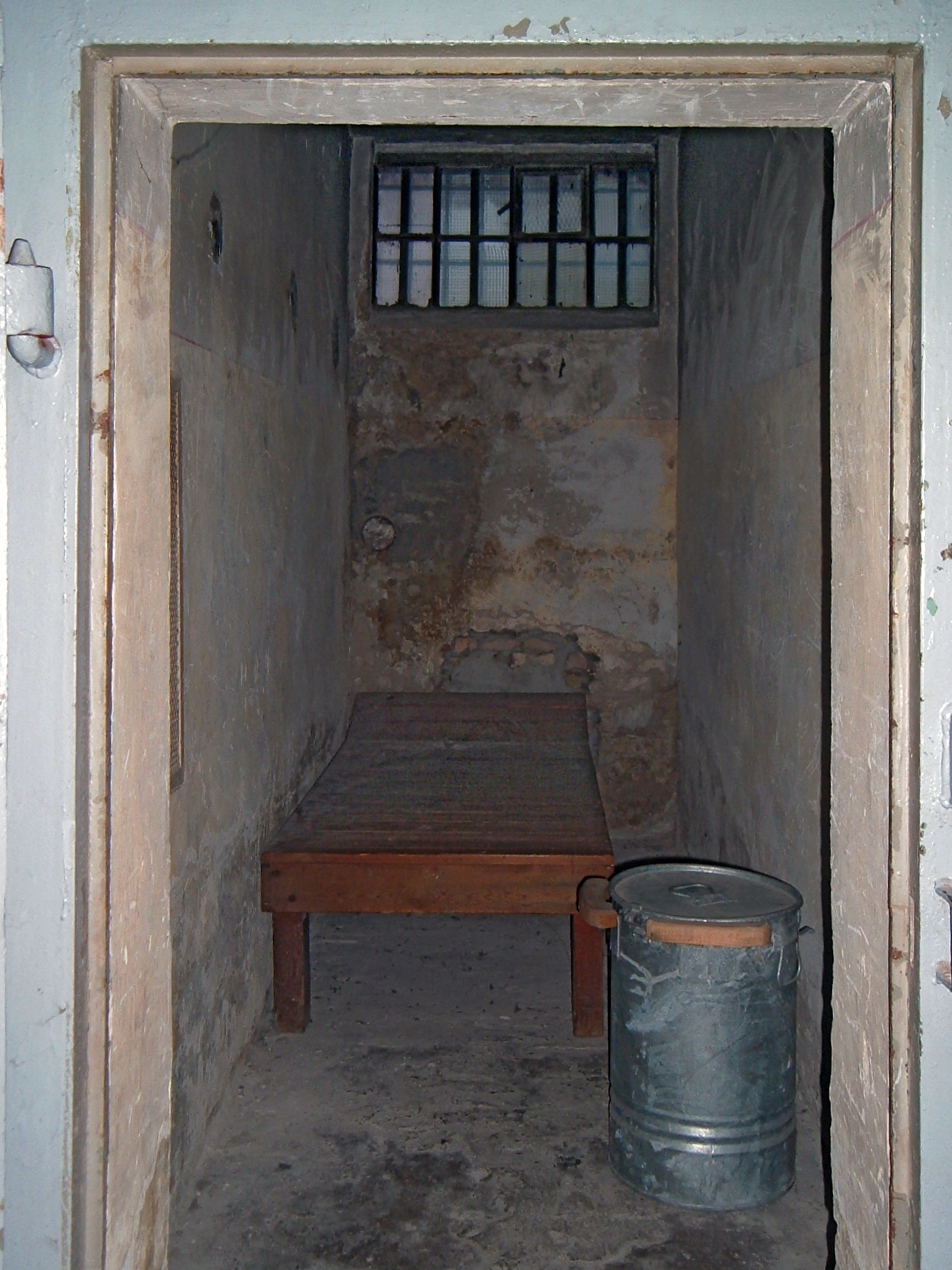
슈타지의 독방

Kommissariat 5는 본질적으로 소련 비밀 경찰의 부하 조직이었다. 대행인은 나치 시대에 소련으로 추방되어 살아남은 베테랑 독일 공산주의자에 의해 신중하게 선택되었다. 그들의 업무는 독일 사민당의 수백 명의 당원들을 포함해 나치나 반공주의자들을 추적해 내는 것이었다. 밀케는 1950년 독일 사회주의통일당(SED)의 창당에 기여를 했고, 이때부터 그의 사퇴 시기인 1989년 11월까지 계속 SED 중앙위원회에 소속됐다.

### 슈타지의 수장
밀케는 1957년부터 베를린 장벽이 붕괴되는 1989년까지 동독 국가보안부(슈타지)의 수장을 맡는다. 그의 네트워크에는 24시간 감시할 수 있는 85,000명의 스파이가 있었고, 170,000명의 밀고자들이 있었다. 그는 이 네트워크를 이용해 수백만 명의 사람들을 감시했다. 단 한 사람이라도 슈타지의 감시망에 올랐다면 아무리 사소한 대화일지라도 그 주변에서 일어난 모든 일들이 슈타지에 의해 기록될 정도였다. 그의 신념에 따라 슈타지의 공무원들은 수만 명의 시민들을 대상으로 무분별한 체포, 납치, 공개적인 테러, 투옥 등을 자행했다.

## 독일 통일과 사망
1990년 독일의 재통일 이후 밀케는 체포된다. 1931년에 두 경찰을 살해한 것과 베를린 장벽을 넘으려던 시민 사살한 것 등의 죄목으로 징역 6년형을 선고받는다. 그러나 1995년 건강상의 이유로 형 집행정지 처분을 받고 풀려난다. 2000년 5월 21일 에리히 밀케는 베를린의 한 요양소에서 92세의 나이로 사망했다.

## 관련 영화
- 타인의 삶 = 슈타지의 한 비밀요원 이야기